# Fallhaus (Markt Erlbach)
Fallhaus ist ein Gemeindeteil des Marktes Markt Erlbach im Landkreis Neustadt an der Aisch-Bad Windsheim (Mittelfranken, Bayern). Fallhaus liegt in der Gemarkung Buchen.

## Geografie
Westlich der Einöde grenzt das Waldgebiet Hackerschlag an. 0,7 km nordwestlich des Ortes liegt das Höllfeld und circa einen Kilometer östlich Im Lerchenfeld. Ein Anliegerweg führt nach Markt Erlbach zur Staatsstraße 2252 (0,6 km südöstlich).

## Geschichte
Gegen Ende des 18. Jahrhunderts gehörte die Fallhaus zur Realgemeinde Markt Erlbach. Das Anwesen hatte das brandenburg-bayreuthische Stadtvogteiamt Markt Erlbach als Grundherrn. Unter der preußischen Verwaltung (1792–1806) des Fürstentums Bayreuth erhielt die Fallmeisterei die Hausnummer 121 des Ortes Markt Erlbach.
Von 1797 bis 1810 unterstand der Ort dem Justizamt Markt Erlbach und Kammeramt Neuhof. Im Rahmen des Gemeindeedikts wurde Fallhaus dem 1811 gebildeten Steuerdistrikt Linden und der 1813 gegründeten Ruralgemeinde Buchen zugeordnet. Am 1. Juni 1968 wurde Fallmeisterei nach Markt Erlbach eingemeindet.

## Einwohnerentwicklung
| Jahr      | 001818 | 001840 | 001861 | 001871 | 001885 | 001987 | 002017 | 002023 |
| Einwohner |        | 7      | 4      | 2      | 5      | 3      | *2     | *4     |
| Häuser    | 1      | 1      |        |        | 1      | 1      |        |        |
| Quelle    | [ 9 ]  | [ 10 ] | [ 11 ] | [ 12 ] | [ 13 ] | [ 14 ] |        | [ 1 ]  |

## Religion
Der Ort ist evangelisch-lutherisch geprägt und nach St. Kilian (Markt Erlbach) gepfarrt. Die Katholiken gehören zur Kirchengemeinde Maria Namen (Markt Erlbach), die ursprünglich eine Filiale von St. Michael (Wilhermsdorf) war und seit 2019 eine Filiale von St. Johannis Enthauptung (Neustadt an der Aisch) ist.